# 頂新厝
頂新厝，是臺灣南投縣名間鄉的一個傳統地域名稱，位於該鄉中部偏西南。相較於今日行政區，其範圍大致包括新光村西南部、新厝村不含西部邊界地帶、崁腳村、埔中村東北部。

## 歷史
台灣清治末期至日治初期，頂新厝地區為一街庄，稱為「頂新厝庄」，隸屬於武東堡。該庄西北與弓鞋庄、赤水庄為鄰，東北與下新厝庄為鄰，東南邊為湳仔庄、炭藔庄，西南邊為松柏坑庄。
1901年（日治明治三十四年）11月，全台廢縣廳改設二十廳，該庄隸屬於南投廳。1903年（明治三十六年）6月，該庄編入「皮仔寮區」，隸屬於南投廳。1909年（明治四十二年）10月，合併二十廳為十二廳，皮仔寮區仍隸屬於南投廳。1920年（大正九年），全台地方制度大改正，廢十二廳改設五州二廳，該庄改制為「頂新厝」大字，隸屬於臺中州南投郡名間庄。
戰後名間庄改制為名間鄉，隸屬於臺中縣，大字亦改制為村。1950年10月，中、彰、投分治，名間鄉改隸屬南投縣。

## 聚落
本地區發展較早的聚落有二重埔、頂新厝、新厝（崁腳）、大車路（東南半部）等，在日治期初期的官方地圖上已有記載。此外，本地區尚有十字路、新厝（北）等聚落。

## 交通
縣道139乙線（名松路一段）是橫山至名間的道路，大致以西北—東南走向由本地區西南部邊界入境後，轉東北再轉東北東於本地區東部邊界出境。由該道路向西北經松柏坑轉北可前往弓鞋、赤水、皮子寮、廍下、許厝寮東端、許厝寮與西施厝坪交界地帶、西施厝坪地區南部橫山聚落北郊並止於縣道139號轉角路口；向東北東可前往名間市區北郊並止於省道台3線路口。
鄉道投31線是客莊至松柏嶺的道路，大致以東北—西南走向由本地區東北部邊界入境後，於十字路聚落經鄉道投34線終點路口暨鄉道投36線路口後，於新厝聚落轉西微北再轉西南西，經鄉道投37線路口、頂新厝聚落後續行，其後繞彎道轉南於本地區西南部邊界北側出境。由該道路向東北可前往下新厝、田子東南端、新街並止於省道台3線路口；向南繞大彎轉西南西可前往松柏坑並止於縣道139乙線路口。
鄉道投34線（武東巷）是錦梓至頂新厝的道路，其東南側端點位於本地區東北部十字路聚落的鄉道投31線、投36線交叉路口。由此向北北西出境後轉西北可前往赤水東北部凸出部分、皮子寮北部偏西並止於縣道139乙線路口。
鄉道投36線是赤水至中山的道路，大致以西北西—東南東走向由本地區西北部邊界中央偏北處入境後，經鄉道投37線起點路口轉東微南，於十字路聚落經鄉道投31線路口暨投34線終點路口後，續行以至於本地區東北部邊界東側出境。由該道路向西北西可前往赤水並止於縣道139乙線路口；向東微南可前往下新厝南端、名間市區西北郊並止於縣道139乙線另一路口。
鄉道投37線是頂新厝至崁腳的道路，全線位於本地區內部，其北側端點位於本地區北部近西北邊界的鄉道投36線路口。由此向南經鄉道投31線路口後，可前往本地區中部偏西南的崁腳聚落並止於縣道139乙線路口。
鄉道投40線（下埔巷、過坑巷）是湳子埔至埔中的道路，大致以南南東—北北西走向到達本地區東南部邊界中央偏西地帶後，轉西南沿邊界而行以至出境。由該道路向南南東沿松柏坑與炭寮邊界地帶行一小段路後轉東再轉北再轉東北可前往炭寮西北部、名間西部並止於縣道139乙線路口；向西南可前往松柏坑南部的埔中聚落並止於鄉道投42線路口。

## 學校
- 三光國中
- 中山國小